# Kožuchovce
Kožuchovce est un village de Slovaquie situé dans la région de Prešov.

## Histoire
Première mention écrite du village en 1618. En 1927, l'église en bois du village est déplacée à Košice.

## Démographie

### Évolution de la population
| Année:               | 1994. | 2004.   | 2014.   | 2024.    |
| -------------------- | ----- | ------- | ------- | -------- |
| Nombre de personnes: | 72    | 73      | 67      | 46       |
| Différence:          |       | +1,38 % | -8,21 % | -31,34 % |

| Année:               | 2023. | 2024.   |
| -------------------- | ----- | ------- |
| Nombre de personnes: | 47    | 46      |
| Différence:          |       | -2,12 % |